# Олександр Іванович Засс
Олександр Іванович Засс, сценічний псевдонім Дивовижний Самсон або Залізний Самсон (1888, хутір поблизу Вільнюса, Віленська губернія — 26 вересня 1962, Хоклі, поблизу Лондона, Велика Британія) — відомий литовський стронґмен, артист цирку.

## Біографія

### Юнацтво
Дитячі та юнацькі роки Олександра Засса пройшли в Саранську Пензенської губернії. З юних років він демонстрував видатні результати в спорті.
Вперше на арені цирку виступив в 1908 році в Оренбурзі, в цирку Андржієвського. Не володіючи видатними фізичними даними (зріст — 167,5 см, вага не більше 75 кг на піку, окружність грудної клітки при вдиху — 119 см, біцепси — 41 см), він розробив власну систему тренувань, спрямовану на зміцнення сухожиль, в основі якої були ізометричні вправи, а не традиційне скорочення м'язів під навантаженням. До початку Першої світової війни виступав з силовими номерами в російських цирках.

### Період першої світової війни
Під час війни служив у російській армії в 180-му Віндавской полку, який в мирний час дислокувався в Саранську. Прославився тим, що на своїх плечах виніс з поля бою пораненого під ним коня. У 1914 році Засс отримав важкі поранення шрапнеллю в обидві ноги і потрапив у полон до австрійців. Після двох невдалих спроб втечі, з третьої спроби йому вдалося покинути табір. Опинившись в місті Капошвар на півдні Угорщини, вступив до трупи гастролював там цирку Шмідта, відомого по всій Європі. Саме на афішах цього цирку він вперше був названий Самсоном. Згодом познайомився з італійським цирковим імпресаріо Пазоліні та по довгостроковому контракту з ним виступав під ім'ям Самсон. Він гастролював в Італії, Франції, Німеччини, Швейцарії, Англії, Ірландії.

### Після війни
З 1924 року постійно жив в Англії, звідки виїжджав на гастролі в різні країни. В Англії він був удостоєний титулу «Найсильніша людина Землі».
У 1925 р. в Лондоні вийшла книга «Дивовижний Самсон.», в якій розповідалося про перипетії його долі. Засс опублікував опису кількох систем фізичного розвитку. Він винайшов кистьовий динамометр, сконструював і виготовив гармату для атракціону «Людина-снаряд». Знав кілька європейських мов. Незважаючи на феноменальні силові трюки Засса і його популярність на Заході, в Радянському Союзі до початку 1980-х років про нього намагалися не згадувати — силач вважався «не їх».
Останній публічний виступ як силача відбувся в 1954 р, коли артисту було 66 років. Згодом він працював дресирувальником, у нього було кілька коней, поні, собаки, мавпи. Він також дресирував слонів і левів у зоопарку, а на виступах носив на спеціальному коромислі відразу двох левів.

## Смерть
Помер А. І. Засс в 1962 році. Похований поблизу Лондона в невеликому містечку Хоклі, де був його будинок.